# ダス・ゲマイネ

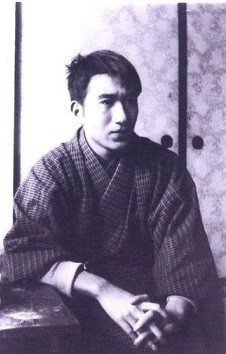
1928年頃の太宰治

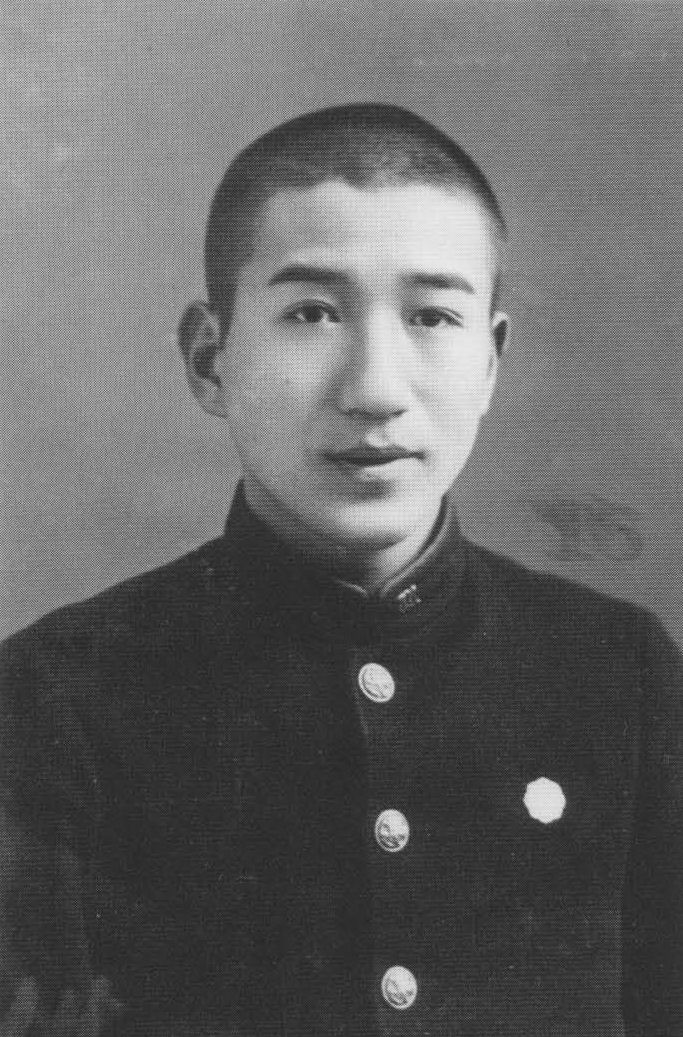
高校卒業時の太宰治。『ダス・ゲマイネ』には新人作家として「太宰治」という人物が登場し、作中で「頭は丸坊主」と書かれている

『ダス・ゲマイネ』（ドイツ語: Das Gemeine）は、日本の小説家である太宰治の短編小説。
周りの友人たちから「佐野次郎左衛門」または「佐野次郎（さの・じろ）」というあだ名で呼ばれる25歳の大学生が主人公。佐野次郎が初恋を経験したと話す場面から始まり、上野公園内の甘酒屋で知り合った個性的な東京音楽学校の学生・馬場数馬（ばば・かずま）や、馬場の親類で画家の佐竹六郎（さたけ・ろくろう）、そして新人作家の太宰治（だざい・おさむ）の4人と共に『海賊』といった雑誌を作ろうとするも、馬場数馬と太宰治の仲違いから白紙に戻り、最終的に主人公の佐野次郎が電車に轢かれて死亡してしまうという内容である。なお、主人公を佐野次郎と呼び始めたのは馬場数馬と作中で語られている。
上記の通り、作中で作者の太宰治自身が新人作家として登場する珍しい作品となっている。
題名になっている「ダス・ゲマイネ」は、ドイツ語で「通俗性」や「卑俗性」といった意味がある「Das Gemeine」に由来し、太宰治のエッセイ『もの思う葦』で「いまより、まる二年ほどまえ、ケエベル先生の「シルレル論」を読み、否、読まされ、シルレルはその作品に於いて、人の性よりしてダス・ゲマイネ（卑俗）を駆逐し、ウール・シュタンド（本然の状態）に帰らせた。」と書いており、「「ダス・ゲマイネ」「ダス・ゲマイネ」この想念のかなしさが、私の頭の一隅にこびりついて離れなかった。」と、『シルレル論』に記述があった「ダス・ゲマイネ」からタイトルをつけたとされる。
しかし「ダス・ゲマイネ」には、太宰治の出身地である青森県の方言で「それだから駄目なんだ」といった意味がある「んだすけ、まいね」に由来するという説もあり、どちらか一方が由来か、意図的に仕組んだダブル・ミーニングとされている（ただし「んだすけ」は南部弁、「まいね」は津軽弁であり、通常このように組み合わされることはなく、また太宰の周囲に南部弁を話す者がいたかどうかは定かではないし、太宰が南部弁を知っていたかも不明）。

## 背景
太宰治は1935年（昭和10年）上半期の第1回芥川賞に『逆行』という作品で応募し、最終候補まで残るも受賞には至らず、石川達三の『蒼氓』が記念すべき第1回芥川賞受賞作品に選ばれた。太宰は、芥川賞選考委員であった川端康成に対して「私は憤怒に燃えた」という内容の文章を『文藝通信』に寄せたり、パビナール中毒が悪化したりするなど、精神的に追い込まれていた状況にあった。
そんな中、文藝春秋が最終候補に残った太宰、高見順、外村繁、衣巻省三に『文藝春秋』に掲載する作品を書くように依頼し、競作という形で執筆されたのが短編小説『ダス・ゲマイネ』であった。なお、『ダス・ゲマイネ』は千葉県船橋市の旅館「玉川旅館」で、『虚構の春』や『狂言の神』と共に執筆され、同年10月号の『文藝春秋』に初めて掲載された。
文芸評論家の奥野健男は「こんな大胆で前衛的な、そしておもしろい小説はない。太宰治の才能のユニークさと、先駆性とが、もっともよくあらわれている作品である」と評している。

## あらすじ
主人公は25歳の大学生である佐野次郎。大きく「一 幻燈」、「二 海賊」、「三 登竜門」、「四」の4章に分けられる。大まかには佐野次郎が初恋を経験したと語る場面から始まり、上野公園内の甘酒屋で知り合った個性的な東京音楽学校の学生・馬場数馬（ばば・かずま）や、馬場の親類で画家の佐竹六郎（さたけ・ろくろう）、そして新人作家の太宰治（だざい・おさむ）の4人と共に『海賊』といった雑誌を作ろうとするも、馬場数馬と太宰治の仲違いから白紙に戻り、最終的に主人公の佐野次郎が電車に轢かれて死亡してしまうという内容になっている。

### 一 幻燈 当時、私には一日一日が晩年であった。
主人公の佐野次郎が初恋をしたと語る場面から始まり、甘酒屋で初恋の相手とよく似た女性の菊、そして東京音楽学校の学生・馬場数馬と知り合う。第1章はほぼ馬場の話が大半を占め、馬場がヨーゼフ・シゲティに認められたことや、個性的な話し方などに影響を受け、馬場から『海賊』という雑誌を作らないかと誘われる。

### 二 海賊 ナポリを見てから死ね！
エピグラフになっている「ナポリを見てから死ね！」は、イタリアに伝わることわざで、日本で言われる「日光を見ずして結構と言うなかれ」とほぼ同義である。
フランスの詩人ステファヌ・マラルメやポール・ヴェルレーヌが詩を寄せていた雑誌『バゾシュ（ La basoche）』やベルギーの詩人エミール・ヴェルハーレン一派の『若きベルギー（La Jeune Belgique）』や『La Semaine』、『Le Type』に影響を受け、佐野次郎と馬場数馬は『海賊』という雑誌を作ろうとする。そこでイギリスのイラストレーターであるオーブリー・ビアズリーに匹敵する画家を見つけるべく、馬場数馬の親類であった佐竹六郎に白羽の矢が立ち、『海賊』の刊行に一歩近づく。しかしある時、佐野次郎がバクの夫婦を見ようと恩賜上野動物園を訪れた際に佐竹六郎と出会い、佐竹から馬場の「出鱈目」を知ってしまうことになるが、佐野は馬場を信じていると佐竹に語る。

### 三 登竜門 ここを過ぎて、一つ二銭の栄螺かな
エピグラフになっている「ここを過ぎて、一つ二銭の栄螺かな」について、詩人の北川透は俳句の韻律を持っていることを指摘している。
佐野次郎、馬場数馬、佐竹六郎に加えて馬場の大学である東京音楽学校の先輩から紹介を受けて、新人作家の太宰治が新たに『海賊』の創刊に向けて加わる。第一回打ち合わせを行おうと佐野、馬場、佐竹、太宰の4人が集結するが、他人を非難する発言ばかりで本題に全く入らないという状況に陥る。最終的に馬場が太宰の右頬を殴り、『海賊』の創刊は白紙に戻ってしまうことになる。これをきっかけに佐野は「誰もみんなきらいです。菊ちゃんだけを好きなんだ」と馬場に話し、「私はいったい誰だろう？」という疑問に駆られて走り回り、最後は電車に轢かれて死んでしまう。

### 四
甘酒屋で飲んでいた馬場数馬、佐竹六郎が佐野次郎の死について話し、佐竹の「人は誰でもみんな死ぬさ」の一言で物語が終わる。

## 登場人物
佐野次郎（さの・じろ）
主人公である25歳の大学生。語学（とりわけフランス語）が得意。本名は最後まで明かされず、甘酒屋で知り合った馬場数馬という個性的な東京音楽学校の学生から「佐野次郎」もしくは「佐野次郎左衛門」と名付けられた。ある時、娼婦に初恋を経験するも、なかなか会えず上野公園内にある甘酒屋で、その娼婦と顔がよく似た「菊（きく）」という女性を見て我慢している。その甘酒屋で馬場数馬と知り合い、彼に影響を受けて佐竹六郎や太宰治といった友人たちと雑誌『海賊』を作ろうと画策するも、馬場数馬と太宰治の仲違いから白紙に戻ることになる。その後、「自分は一体誰なのか？」といった念に駆られて電車に衝突して事故死してしまう。
馬場数馬（ばば・かずま）
東京音楽学校に通う自称音楽家の大学生。一度も試験に出席していないため、かれこれ8年も大学に在籍している。いつもヴァイオリンケースを持ち歩いているが、ヴァイオリンは入っていない。佐野次郎によるとその見た目は「シューベルトに化け損ねた狐」と語られている。甘酒屋で佐野次郎と知り合い、馬場数馬の親類である佐竹六郎、新人作家の太宰治らと共に雑誌『海賊』を創刊しようとするも、太宰治との仲違いが原因で白紙に戻る。ハンガリーのヴァイオリニストであるヨーゼフ・シゲティと親しく、銀座一丁目から銀座八丁目までのカフェを転々とし、才能を認められたと語るが、親類の佐竹六郎によると「出鱈目」と一蹴されている。また、滝廉太郎のペンネームで『荒城の月』を作曲し、有名な作曲家の山田耕筰に3000円で売りつけたと主張するが、これも佐竹六郎から「出鱈目」と語られている。
佐竹六郎（さたけ・ろくろう）
東京美術学校の大学生。馬場数馬とは親類の関係にある。佐野次郎によるとその見た目は「肌理も毛穴も全然ないてかてかに磨きあげられた乳白色の能面の感じ」。画家やイラストレーターとして、自ら描いた絵を売って生計を立てている。作中では「出鱈目」を平気で語る馬場数馬を軽蔑しているが、佐野次郎が電車に轢かれて亡くなると馬場数馬から「今晩だけ、ふたりで仲よく遊ぼう」と誘われており、馬場数馬は軽蔑されていることに気付いていない。また馬場数馬から絵を売って生計を立てているという理由で軽蔑されている。また、馬場数馬によるとインポテンツらしい。
太宰治（だざい・おさむ）
新人作家。とても嫌味な役として登場する。馬場数馬の音楽学校の先輩から紹介され、以降佐野次郎、馬場数馬、佐竹六郎らと共に雑誌『海賊』を手掛ける予定だった。しかし性格は最悪で、馬場数馬から「太宰ってのは、おそろしくいやな奴だぞ。そうだ。まさしく、いや、な奴だ。嫌悪の情だ」と語られている。同様に佐野次郎も太宰治を毛嫌いしている描写が見られる。雑誌『海賊』の打ち合わせ中に嫌味ばかり言ってしまったため馬場数馬から右頬を殴られ、これが原因で『海賊』の話が白紙になる理由を作っている。
菊（きく）
上野公園内の甘酒屋で働く17歳の店員。佐野次郎や馬場数馬からは「菊ちゃん」と呼ばれている。佐野次郎が初恋をした娼婦の顔に似ており、佐野次郎が甘酒屋に通うきっかけを作った女性。佐竹六郎が菊の手を握りしめた描写が見られることから、佐竹六郎も気にかけている様子があるが、馬場数馬によると佐野次郎に恋心を抱いているとされている。
ヨーゼフ・シゲティ
ハンガリーのヴァイオリニスト。日比谷公会堂で3回ほど演奏会を開くが不人気だったため「日本人の耳は驢馬の耳」と罵倒した。しかし馬場数馬だけは「ただしひとりの青年を除いて」と評し、一緒に銀座のカフェを巡ったとされているが、佐竹六郎によると「出鱈目」と語られているため定かではない。作中ではフランスの作家アンドレ・ジッドやドイツの小説家トーマス・マンが好きという設定になっている。

## 収録されている書籍

### 文庫本
- 太宰治『走れメロス』（新潮社、1967年より刊行）
- 太宰治『斜陽・人間失格・桜桃・走れメロス 外七篇』（文春文庫、2000年）

### ペーパーバック
- 『日本文学全集 70』（集英社、1967年）
- 『新潮日本文学 35』（新潮社、1969年）
- 『筑摩現代文学大系 59』（筑摩書房、1975年）
- 『太宰治全集 1』（ちくま文庫、1988年）
- 『太宰治全集 2 小説（1）』（筑摩書房、1998年）
- 『太宰治文学館 : 名著初版本複刻』（日本近代文学館、1992年）

### 評論
- 東郷克美、渡部芳紀編『太宰治 : 作品論』（双文社出版、1979年） - 角田旅人による『『ダス・ゲマイネ』覚書き』が収録されている。

## その後の影響
- 太宰治の妻である津島美知子が、太宰治と結婚する前に初めて読んだ作品が『虚構の彷徨』と『ダス・ゲマイネ』だったとされている。
- 作家の三島由紀夫が12歳の時に『虚構の彷徨、ダス・ゲマイネ』を読み、深く共感したと述べている[9]。
- 杉基イクラの漫画『ナナマル サンバツ』では物語の舞台となる文蔵高校の同好会の説明会紹介で、『ダス・ゲマイネ』の書き出しである「恋をしたのだ。そんなことは、全くはじめてであった」がクイズの問題として読まれ、主人公・越山識が作中で初めて正解した問題となり、競技クイズの世界にのめり込むきっかけを作っている[10]。
- 尾玉なみえの漫画『アイドル地獄変』に登場するふるさとアイドル「出毛まいね」の名前の由来になっている。
- 歌手・戸川純がリーダーを務めるバンド「ヤプーズ」の楽曲『Men,s JUNAN』には「劇甚のダス・ゲマイネ」という歌詞が登場する。